# Protopterocallis quadratus
Protopterocallis quadratus är en insektsart som beskrevs av Bissell 1978. Protopterocallis quadratus ingår i släktet Protopterocallis och familjen långrörsbladlöss. Inga underarter finns listade i Catalogue of Life.